# Kurija Kušević u Kuzmici
Kurija Kušević je kurija koji se nalazi u Kuzmici, gradskom naselju Pleternice.
Vlastelinstvo na kojem je podignuta kupio je 1767. godine bilježnik Požeške županije Ljudevit pl. Hranilović. Kurija Kušević sagrađena je u najvjerojatnije u 18. stoljeću, premda su stilske karakteristike većinom iz 19. stoljeća. Dolazi iz faze baroka, a dominira klasicizam. Izvana su u 19. stoljeću preoblikovani pročelni i ugaoni istaci. Najpoznatija je po Svetozaru Kuševiću, po kojem je i dobila ime. U sklopu kurije nalazila se i nekadašnja konjušnica. Kurija je bila u posjedu plemića Kuševića. Trenutno se čeka na obnovu Kurije koja je u derutnom stanju. Vlasnik kurije danas je Grad Pleternica.
Tlocrtno ima oblik izduženog pravokutnika sa tri rizalita na sjevernoj strani i jednim centralnim rizalitom na južnoj strani. Građevina ima simetrično koncipirano sjeverno i južno pročelje. Ispred srednjeg rizalita sjevernog pročelja prigrađen je drveni zatvoreni ulazni trijem sa stepeništem. Podrum se nalazi ispod cijele građevine. Kurija ima svodove karakteristične za dvorce i kurije u Hrvatskoj u 18. st. Građena je opekom, ima visoko barokno drveno krovište pokriveno biber crijepom. Krovni vijenac je bogato profiliran. Pročelja su žbukana kombinacijom hrapave i glatke žbuke.

## Zaštita
Pod oznakom Z-2718 zavedeno je kao nepokretno kulturno dobro - pojedinačno, pravna statusa zaštićena kulturnog dobra, klasificirano kao "stambena građevina".

## Vanjske poveznice
- Turistička zajednica Požeško-slavonske županije Kurija Kušević (Kuzmica)
- Pleternica: Ispred dvorca Kurija Kušević i Viškovačkog grada postavljene info ploče